# Михайло Лучченко
Михайло Михайлович Лучченко (? — 1658 ?) — український військовий діяч доби Гетьманщини. Генеральний осавул (1648—1654, 1657—1658).

## Життєпис
За версією В. Кривошеї, належав до так званого «старовинного» козацтва. Імовірно, служив у Чигиринському реєстровому полку у 1640-х роках.
Активний учасник Хмельниччини. Від літа 1648 року тримав уряд генерального осавула — разом з Демком Михайловичем. У квітні 1649 року брав участь у перемовах із московським послом Григорієм Унковським. У Реєстрі 1649 року вказаний четвертим.
Очолював осавульський курінь, ніс охорону гетьмана та уряду. У вересні 1654 року замінений на посаді Василем Томиленком.
Вдруге призначений генеральним осавулом після обрання гетьманом Івана Виговського. Обіймав посаду разом з Іваном Ковалевським. Ймовірно, загинув під час антигетьманського повстання Пушкаря.